# Championnat du Monténégro de football 2018-2019
Navigation
Saison 2017-2018 Saison 2019-2020
La saison 2018-2019 de Prva Crnogoska Liga ou Telekom 1. CFL, pour des raisons de parrainage, est la treizième édition de la première division monténégrine. Lors de celle-ci, le FK Sutjeska Nikšić tente de conserver son titre de champion face aux neuf meilleurs clubs monténégrins lors d'une série de matchs se déroulant sur toute l'année, chaque équipe affrontant à quatre reprises ses adversaires. En fin de saison, le dernier du classement est relégué et remplacé par le champion de deuxième division alors que les clubs classés 8e et 9e doivent disputer un barrage de promotion-relégation face aux 2e et 3e de D2.
Trois places sont qualificatives pour les compétitions européennes, la quatrième place étant attribuée au vainqueur de la Coupe du Monténégro de football 2018-2019.

## Équipes participantes
OFK Titograd est le nouveau nom du FK Mladost Podgorica.
Légende des couleurs
- Ligue des champions 2018-2019
- Ligue Europa 2018-2019
- Promu de Druge Liga 2017-2018

| Club                   | Se maintient depuis | Classement 2017-2018 | Ville            | Entraineur          | Stade                   | Capacité | Site internet |
| ---------------------- | ------------------- | -------------------- | ---------------- | ------------------- | ----------------------- | -------- | ------------- |
| FK Sutjeska Nikšić     | 1er                 | 2006                 | Nikšić           | Nikola Rakojević    | Stadion kraj Bistrice   | 6,180    | Site officiel |
| FK Budućnost Podgorica | 2e                  | 2006                 | Podgorica        | Radislav Dragićević | Stadion pod Goricom     | 15,230   | Site officiel |
| OFK Titograd           | 3e                  | 2010                 | Podgorica        | Igor Pamić          | Stadion FK Mladost      | 2,000    | Site officiel |
| FK Grbalj Radanovići   | 4e                  | 2006                 | Radanovići       | Veselin Stešević    | Stadion Donja Sutvara   | 1,500    | Site officiel |
| FK Rudar Pljevlja      | 5e                  | 2006                 | Pljevlja         | Edis Mulalić        | Stadion pod Golubinjom  | 5,140    | Site officiel |
| FK Zeta Golubovci      | 6e                  | 2006                 | Golubovci        | Dragoljub Đuretic   | Stadion Trešnjica       | 5,000    | Site officiel |
| FK Iskra Danilovgrad   | 7e                  | 2015                 | Danilovgrad      | Aleksandar Nedović  | Stadion Braća Velašević | 2,500    |               |
| OFK Petrovac           | 9e                  | 2006                 | Petrovac na Moru | Rudolf Marčić       | Stadion pod Malim brdom | 1,600    | Site officiel |
| FK Mornar Bar          | 1er D2              | 2018                 | Bar              | Aleksandar Madžar   | Stadion Topolica        | 2,500    | -             |
| FK Lovćen Cetinje      | 3e D2               | 2018                 | Cetinje          | Mirko Marić         | Stadion Obilića Poljana | 2,000    | -             |

## Compétition

### Format
Chacune des dix équipes participant au championnat s'affronte à quatre reprises pour un total de trente-six matchs chacune. L'équipe terminant dixième est directement reléguée en Druge Liga 2018-2019 tandis que les équipes terminant au huitième et neuvième rang jouent un match de barrage promotion-relégation contre le deuxième et troisième de deuxième division.

### Classement
Les équipes sont classées selon leur nombre de points, lesquels sont répartis comme suit : trois points pour une victoire, un point pour un match nul et zéro point pour une défaite. Pour départager les égalités, les critères suivants sont utilisés :
1. Points obtenus en confrontations directes
2. Différence de buts en confrontations directes
3. Nombre de buts marqués en confrontations directes
4. Nombre de buts marqués à l'extérieur en confrontations directes
5. Différence de buts générale
6. Nombre total de buts marqués
7. Tirage au sort.

| \| Rang \| Équipe \| Pts \| J \| G \| N \| P \| Bp \| Bc \| Diff \| \| ---- \| ------------------------ \| --- \| -- \| -- \| -- \| -- \| -- \| -- \| ---- \| \| 1 \| FK Sutjeska Nikšić T \| 74 \| 36 \| 21 \| 11 \| 4 \| 58 \| 21 \| +37 \| \| 2 \| FK Budućnost Podgorica C \| 65 \| 36 \| 17 \| 14 \| 5 \| 56 \| 25 \| +31 \| \| 3 \| FK Zeta Golubovci \| 61 \| 36 \| 16 \| 13 \| 7 \| 36 \| 21 \| +15 \| \| 4 \| OFK Titograd \| 57 \| 36 \| 16 \| 9 \| 11 \| 47 \| 41 \| +6 \| \| 5 \| FK Iskra Danilovgrad \| 50 \| 36 \| 12 \| 11 \| 12 \| 46 \| 39 \| +7 \| \| 6 \| OFK Petrovac \| 47 \| 36 \| 13 \| 8 \| 15 \| 40 \| 45 \| -5 \| \| 7 \| OFK Grbalj Radanovići \| 48 \| 36 \| 11 \| 15 \| 10 \| 45 \| 36 \| +9 \| \| 8 \| FK Rudar Pljevlja \| 41 \| 36 \| 8 \| 17 \| 11 \| 35 \| 44 \| -9 \| \| 9 \| FK Lovćen Cetinje P \| 26 \| 36 \| 5 \| 11 \| 20 \| 29 \| 65 \| -36 \| \| 10 \| FK Mornar Bar P \| 12 \| 36 \| 1 \| 9 \| 26 \| 17 \| 72 \| -55 \| | Qualifications européennes - 1er : 1er tour de qualification en Ligue des champions 2019-2020 - 2e et 3e et C : 1er tour de qualification en Ligue Europa 2019-2020 Relégations - 8e et 9e : Barrage de relégation en Druge Liga 2019-2020 - 10e : Relégation en Druge Liga 2019-2020 - T : Tenant du titre - C : Vainqueur de la Crnogorski fudbalski kup 2018-2019 - P : Promu de Druge Liga 2017-2018 |     |    |    |    |    |    |    |      |
| Rang | Équipe | Pts | J  | G  | N  | P  | Bp | Bc | Diff |
| 1 | FK Sutjeska Nikšić T | 74  | 36 | 21 | 11 | 4  | 58 | 21 | +37  |
| 2 | FK Budućnost Podgorica C | 65  | 36 | 17 | 14 | 5  | 56 | 25 | +31  |
| 3 | FK Zeta Golubovci | 61  | 36 | 16 | 13 | 7  | 36 | 21 | +15  |
| 4 | OFK Titograd | 57  | 36 | 16 | 9  | 11 | 47 | 41 | +6   |
| 5 | FK Iskra Danilovgrad | 50  | 36 | 12 | 11 | 12 | 46 | 39 | +7   |
| 6 | OFK Petrovac | 47  | 36 | 13 | 8  | 15 | 40 | 45 | -5   |
| 7 | OFK Grbalj Radanovići | 48  | 36 | 11 | 15 | 10 | 45 | 36 | +9   |
| 8 | FK Rudar Pljevlja | 41  | 36 | 8  | 17 | 11 | 35 | 44 | -9   |
| 9 | FK Lovćen Cetinje P | 26  | 36 | 5  | 11 | 20 | 29 | 65 | -36  |
| 10 | FK Mornar Bar P | 12  | 36 | 1  | 9  | 26 | 17 | 72 | -55  |

Source : Classement officiel sur le site de la Fédération du Monténégro de football

### Barrage de promotion-relégation
À la fin de la saison, un match de barrage de promotion-relégation oppose le huitième de première division au second de deuxième division et le neuvième de première division au troisième de deuxième division.
| 29 mai 2019 | FK Bokelj Kotor | 0 - 2   | FK Rudar Pljevlja |                                        |                                        |
|             |                 | (0 - 1) |                   | Stadion pod Vrmcem Spectateurs : 1 000 | Stadion pod Vrmcem Spectateurs : 1 000 |

| 2 juin 2019 | FK Rudar Pljevlja | 2 - 1   | FK Bokelj Kotor |                                      |                                      |
|             |                   | (1 - 1) |                 | Stadion pod Vrmcem Spectateurs : 800 | Stadion pod Vrmcem Spectateurs : 800 |

| 4 juin 2019 | FK Lovćen Cetinje | 0 - 1   | FK Kom Podgorica |                                   |                                   |
|             |                   | (0 - 1) |                  | Gradski Stadion Spectateurs : 800 | Gradski Stadion Spectateurs : 800 |

| 10 juin 2019 | FK Kom Podgorica | 1 - 0   | FK Lovćen Cetinje |                                     |                                     |
|              |                  | (0 - 0) |                   | Stadion Zlatica Spectateurs : 1 500 | Stadion Zlatica Spectateurs : 1 500 |

## Bilan de la saison
| Championnat du Monténégro de football 2018-2019      |                               |
| Champion                                             | FK Sutjeska Nikšić (4e titre) |
| Coupes et trophées                                   |                               |
| Vainqueur de la Coupe du Monténégro 2018-2019        | FK Budućnost Podgorica        |
| Qualifications continentales                         |                               |
| Ligue des champions de l'UEFA 2019-2020              | FK Sutjeska Nikšić            |
| Ligue Europa 2019-2020                               | FK Budućnost Podgorica        |
| Ligue Europa 2019-2020                               | FK Zeta Golubovci             |
| Ligue Europa 2019-2020                               | OFK Titograd                  |
| Promotions et relégations                            |                               |
| Promus en Championnat du Monténégro de football D1   | OFK Mladost 1970              |
| Promus en Championnat du Monténégro de football D1   | FK Kom Podgorica              |
| Relégués en Championnat du Monténégro de football D2 | FK Mornar Bar                 |
| Relégués en Championnat du Monténégro de football D2 | FK Lovćen Cetinje             |